# Кадлубя
Кадлубя (пол. Kadłubia, нім. Goldbach) — село в Польщі, у гміні Жари Жарського повіту Любуського воєводства.
Населення — 463 особи (2011).
У 1975-1998 роках село належало до Зеленогурського воєводства.

## Демографія
Демографічна структура станом на 31 березня 2011 року:
|          | Загалом | Допрацездатний вік | Працездатний вік | Постпрацездатний вік |
| -------- | ------- | ------------------ | ---------------- | -------------------- |
| Чоловіки | 243     | 62                 | 163              | 18                   |
| Жінки    | 220     | 35                 | 135              | 50                   |
| Разом    | 463     | 97                 | 298              | 68                   |